# Yersinia
Yersinia es un género de bacterias que pertenece a la familia de las Yersiniaceae. Está compuesto por 17 especies, de las cuales tres son patógenas de animales, de donde pasan al ser humano produciendo enfermedades, siendo la más destacada la peste. Esta bacteria es responsable de producir la yersiniosis, la cual es una zoonosis que por lo general afecta a roedores, animales pequeños y pájaros, aunque los seres humanos pueden llegar a ser huéspedes accidentales.
Las Yersinias son bacilos del tipo gramnegativos aerobios y anaerobios facultativos; son mótiles a 22 °C, pero no a 37 °C, por flagelos anfitricos, o peritricos, forman pilis, y fimbrias. No forman cápsulas de gran espesor ni esporas.
El género Yersinia incluye tres especies patógenas: Yersinia enterocolitica, Yersinia pestis y Yersinia pseudotuberculosis.  Yersinia enterocolitica es responsable de producir desde un síndrome diarreico hasta septicemia y muerte.
El nombre de este género se debe a Alexandre Yersin, un alumno distinguido de Louis Pasteur que realizó diversos trabajos que tenían como objetivo la clasificación de esta bacteria.

## Microbiología
Las Yersinias son cocobacilos pequeños, bacterias Gram negativas, con tinción bipolar.  Los antígenos capsulares son lábiles al calor.

### Morfología
Todas las Yersinia poseen lipopolisacáridos con actividad endotóxica y antígenos de envoltura celular bacteriana llamada fracción I, una proteína que se produce a 37 °C, tiene propiedades antifagocitaria y activa el complemento. El antígeno V-W es producido por las cepas virulentas de Y. pestis y codificado por genes plasmídicos. Y. pestis también produce catalasa a baja temperaturas (28 °C y no 35 °C), endotoxinas bloqueadores beta adrenérgicos y cadriotóxicos en animales, y bacteriocina, una pesticina que lisa bacterias de otras especies.

### Especies
Patógenas:
- Y. pestis
- Y. pseudotuberculosis
- Y. enterocolitica

Otras:
- Y. frederikserii
- Y. intermedia
- Y. kristensenii
- Y. bercovieri
- Y. mollaretii
- Y. rohdei
- Y. ruckeri
- Y. aldovae[2]

## Enfermedades producidas porYersinia

### Epidemiología
Es un género de bacterias de distribución mundial, principalmente en áreas climáticas moderadas o subtropicales de América, Europa, Asia, África y Australia.
Los roedores son el principal reservorio natural de la Yersinia pestis y de Yersinia enterocolítica. Puede encontrarse en animales de sangre caliente domésticos y silvestres y ocasionalmente en reptiles y peces. Los cerdos son importantes reservorios de los serotipos patógenos para el hombre.

### Yersiniosis
La yersiniosis es la enfermedad infecciosa causada por las Yersinia, comúnmente por Yersinia. enterocolitica, y frecuente en niños. La infección rara vez causa síntomas en adultos, en niños pueden causar fiebre, dolor abdominal y diarrea, a veces hemorrágica. Los síntomas por lo general aparecen de 4 a 7 días después del contacto con la bacteria y pueden durar entre 1 y 3 semanas o más. En adolescentes y adultos pueden aparecer síntomas dolorosos que se asemejan a una apendicitis. En un minoritario grupo, pueden aparecer complicaciones como sarpullidos, dolor en las articulaciones y, si llega a la sangre, puede ocasionar una bacteriemia.
Y. enterocolitica y Y. pseudotuberculosis producen enteritis, frecuentemente en los niños, pero el padecimiento se muestra en cualquier edad. Las manifestaciones se muestran entre dos y ocho días después de la incubación.
Las bacterias se ingieren con alimentos contaminados, donde se instalan en el intestino delgado, particularmente en el íleon, en donde dan lugar a úlceras; además invaden los ganglios linfáticos del mesenterio, que aumenta el volumen en forma exagerada, lo cual puede crear problemas de diagnóstico diferencial con cuadros de tumuración abdominal.

### Peste
Y. pestis es la bacteria responsable de la peste que puede provocar varios cuadros clínicos: peste bubónica, peste neumónica y peste septicémica. Una vez el huésped es infectado, por picadura de pulgas o por otra vía a través de la piel y mucosas, el microorganismo entra a la sangre y es transportado a los ganglios linfáticos donde es ingerido por macrófagos, lugar donde logra sobrevivir y prolifera causando una respuesta inflamatoria hemorrágica, necrosis (bubón). Según el estado inmunitario del huésped, el microorganismo puede causar una septicemia secundaria causando meningitis o neumonía.